# Bandeira de Feijó (Acre)
A Bandeira de Feijó é um dos símbolos oficiais de Feijó, município do Acre.

## Descrição
Seu desenho consiste em um retângulo verticalmente dividido em duas partes iguais, a metade da talha (lado do mastro) é branca, e contém uma estrela azul de cinco pontas invertida acima de um tronco de árvore, a outra metade é subdividida em duas partes horizontais, sendo a superior verde e a inferior amarela.